# ژان رنو نموته
ژان رنو نموته (انگلیسی: Jean-Renaud Nemouthé؛ زادهٔ ۲۷ ژوئن ۱۹۸۱) بازیکن فوتبال اهل فرانسه است.
از باشگاه‌هایی که در آن بازی کرده‌است می‌توان به باشگاه فوتبال پاریس اشاره کرد.